# HD 80230
g Carinae
Ne doit pas être confondu avec G Carinae (HR 3643).
Désignations
g Carinae (en abrégé g car) est une étoile géante de la constellation australe de la Carène, localisée près de la limite avec la constellation des Voiles. Elle porte également les désignations de HD 80230 ou HR 3696, g Carinae étant sa désignation de Bayer. Elle est visible à l'œil nu avec une magnitude apparente de 4,34. D'après la mesure de sa parallaxe annuelle par le satellite Hipparcos, l'étoile est distante d'environ ∼ 400 a.l. (∼ 123 pc) de la Terre. Elle se rapproche du Système solaire à une vitesse radiale de −5 km/s.
g Carinae est une géante rouge de type spectral  M0,5IIIa, qui est située sur la branche asymptotique des géantes. C'est une étoile à baryum légère, qui montre un enrichissement en éléments issus du processus s dans son spectre. L'étoile est 2,2 fois plus massive que le Soleil et son rayon s'est étendu jusqu'à devenir 75 fois plus grand que le rayon solaire. Elle est près de 1 200 fois plus lumineuse que le Soleil et sa température de surface est de 3 904 K. Il s'agit d'une variable suspectée avec une luminosité qui a été mesurée varier entre la magnitude 4,31 et 4,35.